# Ferrarisita
La ferrarisita és un mineral de la classe dels fosfats. Rep el nom en honor del professor Giovanni Ferraris (1937-), de l'Institut de Mineralogia, Cristal·lografia i Geoquímica de la Universitat de Torí, a Itàlia, qui va treballar en l'estructura cristal·lina de diversos minerals arsenats de Sainte-Marie-aux-Mines, França.

## Característiques
La ferrarisita és un arsenat de fórmula química Ca₅(AsO₃OH)₂(AsO₄)₂(H₂O)₈·H₂O. Cristal·litza en el sistema triclínic. La ferrarisita es deshidrata molt lentament en aire sec a temperatura ambient i passa d’incolora a blanca. És un mineral estretament relacionat amb la vladimirita.
Segons la classificació de Nickel-Strunz, la ferrarisita pertany a «02.CJ: Fosfats sense anions addicionals, amb H₂O, només amb cations de mida gran» juntament amb els següents minerals: estercorita, mundrabil·laïta, swaknoïta, nabafita, nastrofita, haidingerita, vladimirita, machatschkiïta, faunouxita, rauenthalita, brockita, grayita, rabdofana-(Ce), rabdofana-(La), rabdofana-(Nd), tristramita, smirnovskita, ardealita, brushita, churchita-(Y), farmacolita, churchita-(Nd), mcnearita, dorfmanita, sincosita, bariosincosita, catalanoïta, guerinita i ningyoïta.

## Formació i jaciments
Va ser descoberta a França, concretament a la mina Gabe Gottes, situada a la loclaitat de Sainte-Marie-aux-Mines, a l'Alt Rin (Gran Est). També ha estat descrita en altres mines properes, així com la mina de L'Eguisse, a la província de Provença-Alps-Costa Blava, també a França. Fora del territori francès també ha estat descrita a Alemanya, Grècia, Suïssa i el Japó.